# Kristina Alminaitė

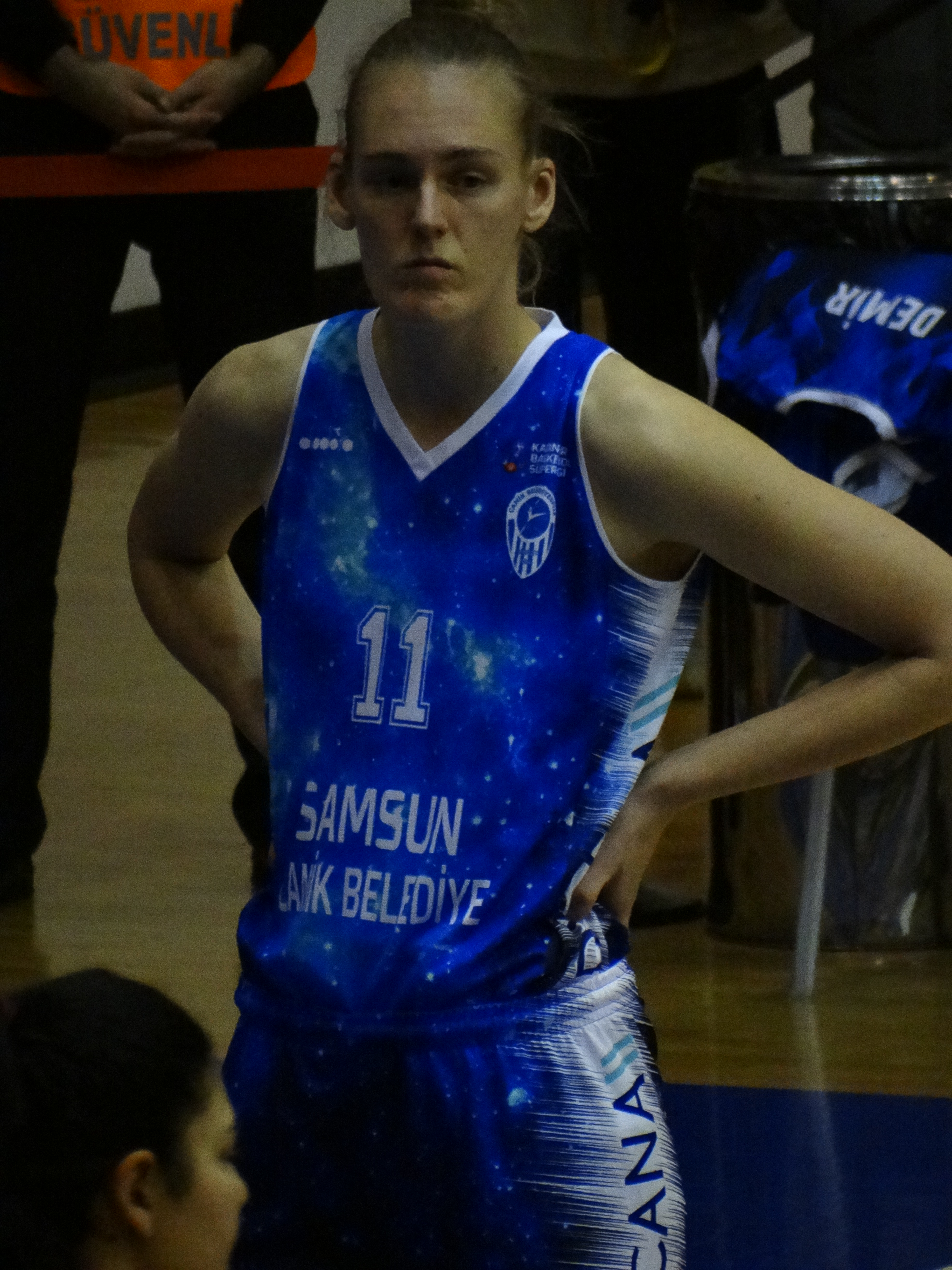

Kristina Alminaitė (Kaunas, 18 novembre 1990) è una cestista lituana.

## Carriera
Con la Lituania ha disputato i Campionati europei del 2015.